# Димитрије Деметер
Димитриос Димитриоу - Димитрије Деметер (Загреб, 21. јул 1811 — Загреб, 24. јун 1872) је био хрватски књижевни и позоришни стваралац.

## Биографија
Деметер потиче из трговачке породице грчког порекла (неки извори наводе влашко (цинцарско) порекло) која се доселила у Загреб. Био је песник, приповедач и драмски писац, а међу културним дјелатницима својега времена нарочито је заслужан за развитак новијег хрватскога позоришта, ком је од 1840. па до средине шездесетих година 19. века био неоспорни предводник. Студирао је филозофију у Грацу, а медицину у Бечу и Падови. За време студија бавио се књижевним радом, а након повратка са студија у домовину прикључио се илирском покрету. У почетку је радио као лекар, а од 1841. године бавио се само књижевношћу. У својим драмским текстовима настојао је спојити традицију старе хрватске књижености с тенденцијама у европској драми. Користио се најчешће историјским темама да би изразио своје родољубне тежње и проговорио о актуелним друштвеним приликама.
Тако у својој најпознатијој драми Теута (1844) заговарао идеју о илирском пореклу Јужних Словена. Писао је и приповетке, фељтоне, књижевне и позоришне критике, либрета за опере Ватрослава Лисинског Љубав и злоба и Порин, као и драме Драматичка покушења I (1834.) и Драматичка покушења II (1844), а нарочито је важна његова улога у организовању културног живота у Загребу и Хрватској. Уређивао је алманах Искра, Suüslavische Zeitung, Даницу, Народне новине и Хрватски сокол.
Једно од његових најпознатијх остварења је раноромантичка поема Гробничко поље, настала 1842. у поводу 600. годишњуце битке на Гробничком пољу, гдје су према легенди Хрвати поразили Татаре. То дело у свим елементима показује да га је писао доиста талентиран стваратељ, иако му је то био литерални првенац.
У њему се испреплећу два основна мотива: мотив крајолика и мотив родољубља. Исто тако по узору на Бајрона у Гробничком пољу појављује се појам светског бола. Деметар је користио десетерцима и дванаестерцима како би избегао монотони шаблон народне песме, а истичући у први план сликање снажних карактера јунака и њихове страсти, он својој поеми уместо наративне епске тенденције даје јаку драмску ноту, подсећајући на Бајроново стваралаштво.
Темељна се визија песникова своди на истицање општељудског проблема: борбе између добра и зла, при чему добро увек на крају побеђује, па тај Деметров спев-поема у многочему, и стихом и темом, најављује најзначајније дело тога књижевног раздобља, спев Смрт Смаил-Аге Ченгића од Ивана Мажуранића. Унутар поеме посебно место заузима Пјесма Хрвата, осмерачка будница данас најпознатија по свом почетном стиху „Просто зраком птица лети“.
Бавио се и превођењем са немачког језика. Превео је 1861. године Норму, лиричну трагедију. А две године касније 1863. године објављена је у Загребу књига: Пропаст царства сербскога аутора Милована Вучковића. Деметар је био преводилац те "трагедије у пет чинова", за шта је награђен са 100 ф.
Деметер је један од потписника Бечког књижевног договора о заједничком књижевном језику Хрвата и Срба.
Сматра се оснивачем хрватског позоришта. Он је један од оснивача ХНК-а: на његово залагање Хрватски сабор је утемељио стално позориште, којем је Деметер био управитељ и драматург (1860-1868). Године 1907. утемељена је Деметрова награда за драму.
Током живота Димитрије није се женио. После две године тешког боловања умро је у Загребу у лето 1872. године.

## Галерија
- Димитрије Деметер из старијих дана